# Frecuencia de daño del núcleo
Frecuencia del daño del núcleo (en inglés: Core Damage Frequency, CDF) es un término usado en la evaluación probabilística de riesgos (en inglés: Probabilistic Risk Assessment, PRA) que indica la probabilidad de que un accidente produzca un daño al núcleo de un reactor nuclear. Los accidentes de daño al núcleo son considerados graves ya que el daño al núcleo puede prevenir el control del reactor nuclear, lo que puede llevar a una fusión del núcleo. Algunas fuentes para calcular la CDF consideran que el daño al núcleo y la fusión del núcleo son la misma cosa, y diferentes métodos de medición son usados en la industria y entre las diferentes naciones, así que el valor primario del número de CDF está en la administración del riesgo de los accidentes de núcleo dentro de un sistema no necesariamente para proporcionar estadísticas a gran escala.
Una evaluación de los cambios temporales o permanentes en una planta de energía nuclear es ejecutada para determinar si tales cambios están dentro de los criterios del riesgo. Por ejemplo, la probabilidad de daño al núcleo puede incrementarse mientras se reemplaza algún componente, pero la probabilidad sería incluso más alta si ese componente fuera a fallar debido a que no se reemplazó. Las medidas del riesgo, tales como la frecuencia de daño al núcleo y la frecuencia de fuga inicial grande (en inglés: Large Early Release Frequency, LERF), determinan los criterios de riesgo para tales cambios.
Este análisis del riesgo permite que la toma de decisiones para cualquier cambio en una planta de energía nuclear ocurra de acuerdo con la legislación, los márgenes de seguridad y las estrategias de desempeño.
Un estudio del año 2003 encargado por la Comisión Europea destacó que las frecuencias de daño al núcleo de entre 5 &veces; 10-5 por reactor año son un resultado común o en otras palabras, un incidente de dañó al núcleo en 20.000 años de funcionamiento del reactor. Un estudio del año 2008 llevado a cabo por el Electric Power Research Institute, la frecuencia de daño de núcleo para la industria nuclear de Estados Unidos se estimó en 1 en 50.000 reactor año, o 2 veces 10-5.
Asumiendo que hay 500 reactores en funcionamiento en el mundo, las cifras indicadas en los párrafos anteriores significan que, estadísticamente, podría esperarse que ocurra en el mundo un incidente de daño del núcleo cada 40 o 100 años respectivamente.
Históricamente la primera vez que se alcanzó energía nuclear fue hace 60 años atrás. Los 582 reactores operacionales que fueron construidos desde entonces equivalen a 14.400 reactor año. Las cifras de arriba implican que deberían haberse dado menos de 1 accidente. Sin embargo, de estos 582 reactores, 11 han sufrido daños de núcleo serios, resultando en una tasa histórica de accidentes de 1 en 1.309 reactor año, aproximadamente 15 veces más frecuente que el estimado de la Unión Europea (1/20.000 reactor año) y aproximadamente 35 veces más frecuente si se compara con el estimado de Estados Unidos (1/50.000 reactor año). 
Durante el terremoto en la costa oriental de Japón del año 2011, la planta de energía nuclear de Fukushima I sufrió daños de núcleo en tres de sus seis reactores después de que los sistemas de refrigeración fallaron. Los reactores eran del tipo General Electric BWR-3 y BWR-4 al interior de contenimientos Mark I. A este tipo se le habían calculado que tenían una frecuencia de daño de núcleo de entre 10-4 y 10-7